# Wolfgang Merkle

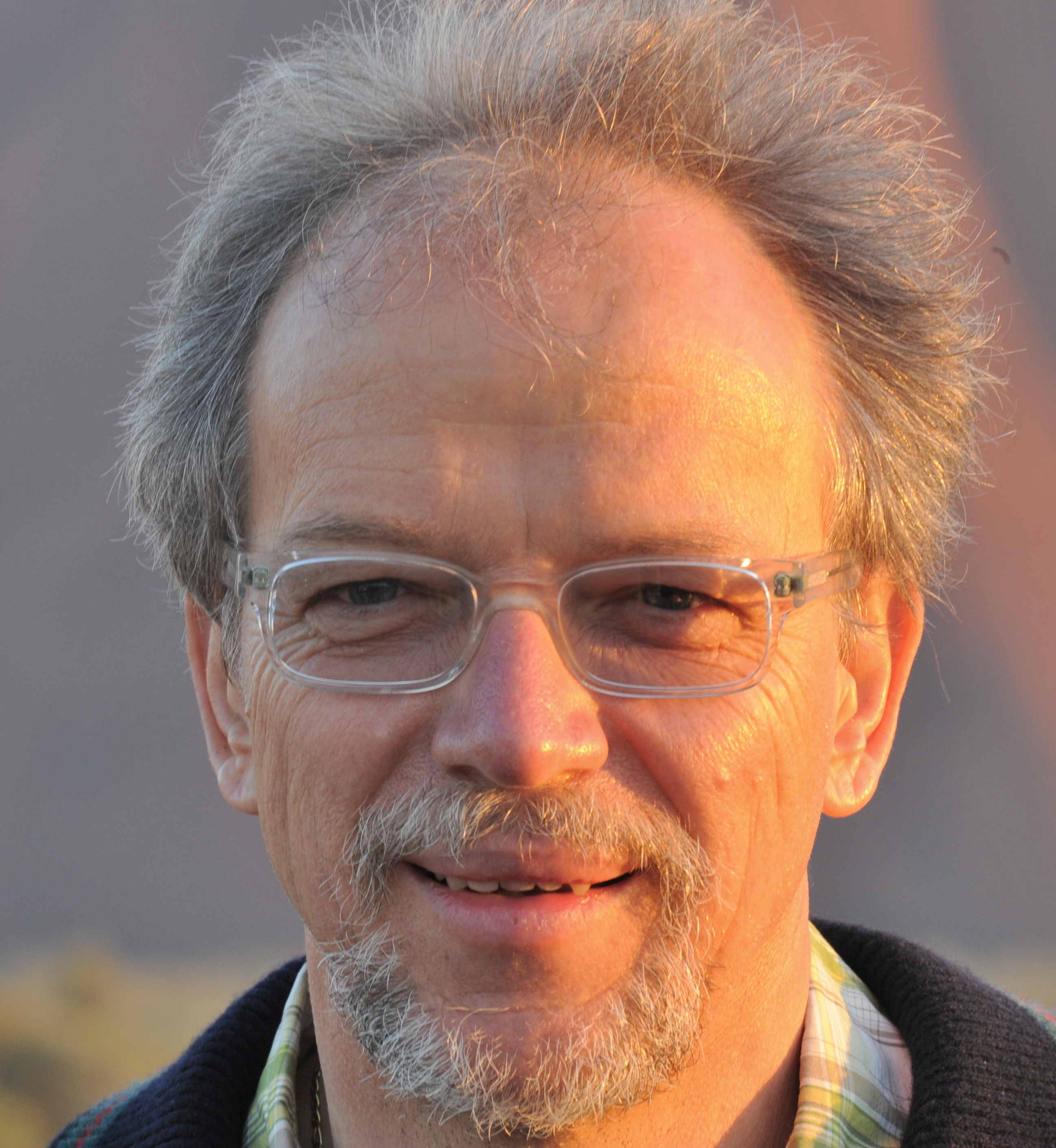
Wolfgang Merkle (2011)

Wolfgang Merkle (* 14. Dezember 1954 in Saulgau in Oberschwaben) ist ein deutscher Arzt und Psychoanalytiker. Er war von 1996 bis Dezember 2021 Chefarzt und Gründer der Psychosomatischen Klinik am Hospital zum Heiligen Geist in Frankfurt am Main.

## Ausbildung
Er legte das Abitur 1974 am Salvatorkolleg in Bad Wurzach ab und studierte anschließend Medizin an der Universität Ulm. Schwerpunkte dabei waren Anamnesegruppen, patientenorientierte Medizin und psychosomatische Medizin, wobei er Letzteres zu seinem Schwerpunkt entwickelte. Er arbeitete in einer Gruppe studentischer Tutoren mit, die sich intensiv mit psychosomatischer Medizin auseinandersetzten. Während des Studiums erhielt er 1977 den Ascona-Preis der Deutschen Balint-Gesellschaft.

## Berufliche Tätigkeit

### Krankenhaus
Sein beruflicher Einstieg erfolgte 1981 in der Psychiatrie der Universität Ulm am Bezirkskrankenhaus Günzburg. Hier schloss er bis 1986 seine Ausbildung zum Facharzt ab, unterbrochen vom Grundwehrdienst als Stabsarzt im Bereich Innere Medizin. In dieser Zeit promovierte er auch. Anschließend war er bis 1987 als Assistenzarzt in der Neurologie des Bezirkskrankenhauses Günzburg tätig und legte 1988 die Prüfung zum Facharzt für Psychiatrie ab.
Im Oktober 1987 wurde er Oberarzt an der Psychosomatischen Klinik der Städtischen Krankenanstalten Esslingen, zunächst überwiegend im Konsiliardienst und auf der Kinder- und Jugendstation, später auch für die Erwachsenenstation und im Ambulanzdienst. Ab 1989 wurde er ständiger Vertreter des Chefarztes der Psychosomatischen Klinik. Ein Jahr später übernahm er die ambulante psychotherapeutische Versorgung an der Klinik. Berufsbegleitend absolvierte er bis 1993 sowohl eine psychotherapeutische als auch eine psychoanalytische Ausbildung, zunächst in Ulm bei Helmut Thomä  und Horst Kächele, dann in Tübingen bei Heinz Henseler, die er 1994 abschloss. 1996 wurde er Facharzt für Psychosomatische Medizin und Psychotherapie.
Noch im gleichen Jahr wurde er Chefarzt der Psychosomatischen Klinik am Hospital zum Heiligen Geist in Frankfurt, wo er die entsprechende Klinik mit zunächst 16 vollstationären Plätzen gründete. In der Folge kam es zu einer erheblichen Ausweitung der Kapazitäten. Den dafür geschaffenen Förderverein der Psychosomatischen Klinik e.V. am Hospital zum Heiligen Geist Frankfurt am Main gründete er mit. Schwerpunkte seiner Arbeit sind Psychosomatik, Chronische Schmerzsyndrome, Essstörungen, Sexualstörungen und Somatoforme Störungen. Ein besonderes Anliegen ist ihm der Zugang zum psychosomatisch Erkrankten, der seine Schwierigkeiten zunächst allein als körperliche Beschwerden wahrnimmt und durch die psychosomatische Medizin erst an ein Verständnis der Leib-Seele-Beziehung herangeführt werden muss. Immer wieder nimmt Merkle deshalb zu den psychosomatischen Krankheitsbildern, ihren Ursachen und ihrer Entstehung auch in außer-fachlichen Medien Stellung und wirbt um Verständnis für die Betroffenen, bei denen er die Überzeugung wecken und fördern will, dass ihre körperlichen Beschwerden mit Konflikten, Lebensgeschichte und Traumata zusammenhängen und erst die Bearbeitung dieser Problematik Erleichterung verschafft. Dafür ist der intensive multimodale Zugang mit Konzentrativer Körpertherapie, Kunsttherapie, Musiktherapie und Bezugspflege in der ärztlichen Behandlung erforderlich. In Hessen hat er wesentlich am Ausbau der psychosomatischen Medizin im Allgemeinkrankenhaus beigetragen.

### Ämter und Mitgliedschaften
- 1998–2004: Vorsitzender der Deutschen Gesellschaft für Psychotherapeutische Medizin (DGPM) – Hessen
- 1998–2008: Vorsitzender der Vereinigung der Leitenden Ärzte der Psychosomatisch-Psychotherapeutischen Krankenhäuser und Abteilungen in Deutschland; heute: stellvertretender Vorsitzender.
- Seit 2009: Mitglied des Gemeinsamen Beirats der Landesärztekammer und der hessischen Psychotherapeutenkammer für die Belange der Psychotherapie.
- Seit 2011: Stellvertretender Ärztlicher Direktor des Hospitals zum Heiligen Geist in Frankfurt.
- 2015–2019 sowie seit 2023: Vorstand der Vereinigung für psychotherapeutische Fort- und Weiterbildung[10]
- Seit 2015: Mitglied des Arbeitsausschusses „Psychische Gesundheit“ des gemeinsamen Landesgremiums nach § 90 a SGB V
- Seit 2015: Präsident der Deutsch-Chinesischen Akademie für Psychotherapie e. V. (DCAP), deutsche Sektion.

- Seit 1996 Mitglied der Deutschen Psychoanalytischen Vereinigung (DPV) und der International Psychoanalytical Association (IPA)
- Mitglied im Deutschen Kollegiums für Psychosomatische Medizin (DKPM)
- Mitglied der Deutschen Gesellschaft für Psychosomatische Medizin und Ärztliche Psychotherapie (DGPM)
- Mitbegründer der Initiative für Menschen mit Depressionen Rhein-Main e.V.
- Lehrauftrag der Uniklinik Frankfurt für Psychosomatische Medizin und Psychotherapie.
- Weiterbildung Psychosomatische Grundversorgung an der Akademie der Landesärztekammer in Bad Nauheim
- Mitglied des Weiterbildungsausschusses Psychotherapie bei der Landesärztekammer.
- Mitglied der Lebendspendekommission bei der Landesärztekammer
- Mitglied der Ständigen Konferenz ärztlicher psychotherapeutischer Verbände

## Veröffentlichungen
- Medikamentöse Analgesie bei Patienten mit chronischen Krebsschmerzen. Dissertation. Ulm 1981, OCLC 65272333.
- zusammen mit Ekkehard Gaus: Psychotherapie und Psychosomatik in einem Allgemeinkrankenhaus – der heutige Stand in Esslingen. In: Thure von Uexküll Thure u. a.: Integrierte psychosomatische Medizin in Praxis und Klinik. 3. Aufl. Stuttgart 1994. ISBN 3-7945-1582-X, S. 263–277.
- zusammen mit Ulrich Tiber Egle: Die somatoforme Schmerzstörung. In: Hessisches Ärzteblatt 2000/9, S. 371–374.
- Der Zugang zum Patienten mit körperlicher Fixierung Motivierung zur psychosomatischen Behandlung. In: Psychotherapeut 2001/46, S. 56–58.
- zusammen mit Ulrich Tiber Egle: Die somatoforme Schmerzstörung. In: Hessisches Ärzteblatt 2001/10, S. 498–504.
- zusammen mit Manfred Cierpka: Beziehungsdiagnostik bei Patienten mit chronischen Schmerzzuständen. In: Ulrich Tiber Egle u. a. (Hrsg.): Handbuch chronischer Schmerzen : Grundlagen, Pathogenese, Klinik und Therapie aus bio-psycho-sozialer Sicht. Schattauer-Verlag, Stuttgart, 2003, S. 303–312. ISBN 3-7945-2045-9
- zusammen mit Ralf Nickel: Stationäre psychosomatische Therapie bei chronischen Schmerzpatienten. In: Ulrich Tiber Egle u. a. (Hrsg.): Handbuch chronischer Schmerzen : Grundlagen, Pathogenese, Klinik und Therapie aus bio-psycho-sozialer Sicht. Schattauer-Verlag, Stuttgart, 2003, S. 430–438. ISBN 3-7945-2045-9
- Psychosomatisch leidende Menschen verstehen. Mit Leib und Seele. In: Psychotherapie und Seelsorge 2007 / 2, S. 23–26.
- zusammen mit P.L. Janssen und anderen: Leitfaden Psychosomatische Medizin und Psychotherapie. Orientiert an den Weiterbildungsrichtlinien der Bundesärztekammer. Köln 2009.
- Psychotherapien in Institutionen und Psychosomatische Versorgung in Hessen. In: Jürgen Hardt (Hrsg.): Gesellschaftliche Verantwortung und Psychotherapie. Gießen 2006, S. 127–141; 2. Aufl.: Gießen 2011, S. 89–104.
- Leib und Seele wieder „zusammenbringen“. Die Begleitung psychosomatisch leidender Menschen. In: Psychotherapie und Seelsorge 2011/01, S. 30–33.
- zusammen mit Gerd Neidhart, Claas Drefahl und Anna Maria Taufkirch: Stationäre interdisziplinäre multimodale Schmerztherapie (IMS). Kurztherapie als Wendepunkt im Chronifizierungsprozess. In: Psychotherapie im Dialog 2012 / 3, S. 43–46.
- Die Symptome im gesellschaftlichen Wandel und die zeitgemäße Annäherung an sie. In: Wolfram Schüffel (Hrsg.): Wartburgphänomen Gesundheit: Eine Anthologie der Selbstwirksamkeit. Halle (Saale) 2012. ISBN 978-3-86237-697-1, S. 154–173.
- Ein Psychologe, ein Pfarrer und ein Rabbiner denken darüber nach, was die Seele ist – und was sie braucht. „Dann wird meine Seele gesund“ – Teil 1. In: Gesundheitsjournal (Beilage zu FAZ und FNP) v. 8. Dezember 2012.
- Behandlung chronisch depressiver Patienten in einer Tagesklinik. In: Marianne Leuzinger-Bohleber u. a.: Chronische Depression. Verstehen – Behandeln – Erforschen. Göttingen 2013. ISBN 978-3-525-45168-7, S. 180–197.
- Zeitbedingte Krankheiten. Symptome im gesellschaftlichen Wandel. In: Angela Taeger: Diagnose: krank, Prognose: ungewiss. Über die Lebenserwartung von Krankheiten. 2013. ISBN 978-3-943441-11-6, S. 152–170.
- zusammen mit Hansjörg Becker: Psychische Gesundheit und ihre Bedeutung für die Arbeitswelt. Welche Verantwortung tragen Unternehmen für ihre Mitarbeiter? / Rechtzeitige Vorsorge kann Ausfälle verhindern. In: Aus der Forschung 1/2014, S. 42–45.
- Frauen in der Klinik – Männer im Gefängnis? Warum werden Männer weniger psychosomatisch krank als Frauen? In: Frankfurter Neue Presse v. 5. Dezember 2014.
- Warum dauert Psychoanalyse eigentlich so lange?  In: Psychotherapie und Seelsorge 01/2015, S. 25.
- Mit Leib und Seele Psychosomatik im Krankenhaus. In: Klinikallianz Plus 2015 / 4, S. 4ff.